# Medicine Lodge
Medicine Lodge ist die größte Stadt im Barber County im US-Bundesstaat Kansas. Sie ist County Seat (Sitz der Countyverwaltung) und liegt am Medicine Lodge River. Das U.S. Census Bureau hat bei der Volkszählung 2020 eine Einwohnerzahl von 1781 ermittelt.
Die Stadt liegt an der Kreuzung der Highways U.S. Highway 160 und U.S. Highway 281.

## Geschichte
Die Stadt befindet sich auf einem Gebiet, das bei den Kiowa als heiliges Land galt. Wegen der Streitigkeiten mit den Indianern errichtete die US-Regierung im Jahre 1874 ein Fort.
In der Nähe des heutigen Stadtgebietes wurde im Oktober 1867 der Vertrag von Medicine Lodge abgeschlossen. Die Stadt feiert in dreijährigem Abstand ein dreitägiges Fest zur Erinnerung an diesen Vertrag (letztmals im Jahre 2006).

## Söhne und Töchter der Stadt
- Martina McBride (* 1966), Country-Sängerin
- Dorothy DeLay (1917–2002), Violinpädagogin
- Edward Joseph Hunkeler (1894–1970), Erzbischof von Kansas City